# Ne'urim
Ne'urim (hebrejsky נעורים, doslova „Mládí“, v oficiálním přepisu do angličtiny Ne'urim, uváděno též jako Hadasa Ne'urim, הדסה נעורים) je obec a vzdělávací komplex v Izraeli, v Centrálním distriktu, v Oblastní radě Emek Chefer.

## Geografie
Leží v nadmořské výšce 20 metrů v hustě osídlené a zemědělsky intenzivně využívané pobřežní nížině respektive Šaronské planině přímo na břehu Středozemního moře, na jižním okraji obce Bejt Janaj. Je situována cca 5 kilometrů severně od města Netanja, cca 35 kilometrů severoseverovýchodně od centra Tel Avivu, cca 50 kilometrů jihojihozápadně od centra Haify a 8 kilometrů jihozápadně od města Chadera. Ne'urim obývají Židé, přičemž osídlení v tomto regionu je etnicky zcela židovské.
Ne'urim je na dopravní síť napojena pomocí dálnice číslo 2, která probíhá po jejím východním okraji.

## Dějiny
Ne'urim byla založena v roce 1953. Jejím účelem je poskytovat ubytování a vzdělání pro cca 400 studentů, většinou z řad nových židovských imigrantů. Zhruba 30 % studentů tvoří Židé přistěhovalí z Etiopie, dalších 30 % Židé z bývalého Sovětského svazu.

## Demografie
Podle údajů z roku 2014 tvořili naprostou většinu obyvatel v Ne'urim Židé (včetně statistické kategorie "ostatní", která zahrnuje nearabské obyvatele židovského původu ale bez formální příslušnosti k židovskému náboženství).
Jde o menší sídlo vesnického typu s dlouhodobě kolísající populací. K 31. prosinci 2014 zde žilo 228 lidí.
| Rok            | 1961 | 1972 | 1983 | 1995 | 2010 | 2011 | 2012 | 2013 | 2014 |
| -------------- | ---- | ---- | ---- | ---- | ---- | ---- | ---- | ---- | ---- |
| Počet obyvatel | 228  | 535  | 630  | 631  | 337  | 297  | 301  | 301  | 228  |